# Irish League 1977-1978
L'Irish League 1977-1978 è stata la 77ª edizione della prima divisione del campionato nordirlandese di calcio.
Il campionato era formato da dodici squadre e il Linfield vinse il titolo. non vi furono retrocessioni.

## Classifica finale
| Pos. | Squadra          | G  | V  | N | P  | GF | GS | Punti |
| ---- | ---------------- | -- | -- | - | -- | -- | -- | ----- |
| 1    | Linfield         | 22 | 19 | 2 | 1  | 65 | 22 | 40    |
| 2    | Glentoran        | 22 | 15 | 4 | 3  | 59 | 22 | 34    |
| 3    | Glenavon         | 22 | 13 | 2 | 7  | 41 | 30 | 28    |
| 4    | Cliftonville     | 22 | 10 | 5 | 7  | 34 | 38 | 25    |
| 5    | Portadown        | 22 | 8  | 5 | 9  | 42 | 34 | 21    |
| 6    | Larne            | 22 | 10 | 1 | 11 | 31 | 31 | 21    |
| 7    | Ards             | 22 | 9  | 3 | 10 | 38 | 41 | 21    |
| 8    | Coleraine        | 22 | 8  | 3 | 11 | 34 | 41 | 19    |
| 9    | Distillery       | 22 | 6  | 4 | 12 | 32 | 59 | 16    |
| 10   | Crusaders        | 22 | 6  | 3 | 13 | 24 | 46 | 15    |
| 11   | Bangor           | 22 | 5  | 4 | 13 | 22 | 36 | 14    |
| 12   | Ballymena United | 22 | 4  | 2 | 16 | 22 | 44 | 10    |

G = Partite giocate; V = Vittorie; N = Nulle/Pareggi; P = Perse; GF = Goal fatti; GS = Goal subiti; 